# Saroba gillolensis
Saroba gillolensis är en fjärilsart som beskrevs av Swinhoe 1917. Saroba gillolensis ingår i släktet Saroba och familjen nattflyn. Inga underarter finns listade.